# Эберсберг
Эберсберг (нем. Ebersberg) — город в Германии, районный центр, расположен в земле Бавария. 
Подчинён административному округу Верхняя Бавария. Входит в состав района Эберсберг.  Население составляет 11 394 человека (на 31 декабря 2010 года). Занимает площадь 40,84 км². Официальный код  —  09 1 75 115.

Эберсберг

Уроженкой Эберсберга является католическая святая Хадемунда.